# Радио Глас цркве
Радио Глас цркве је локални радио у Србији. Седиште радија је у Шапцу. Власник радија је Српска православна црква. Одговорна лица су епископ Лаврентије Трифуновић и протојереј Илија Митрић. Једно време је Републичка радиодифузна агенција одузела дозволу за рад радију, па је поново 30. 9. 2011. вратила дозволу за рад.

## Фреквенције
- Шабац -98.2 ,

- Радио је могуће слушати преко интернета.